# Crowlin Islands
Die Crowlin Islands (schottisch-gälisch: na h-Eileanan Cròlainneach) sind eine Gruppe von Inseln in den Inneren Hebriden in Schottland. Sie liegen zwischen Skye und der Halbinsel Applecross und nordwestlich von Scalpay.
Folgende Inseln gehören zu dieser Gruppe:
- Eilean Mòr (deutsch: „große Insel“)
- Eilean Meadhanach („mittlere Insel“), unmittelbar westlich von Eilean Mòr
- Eilean Beag („kleine Insel“), nördlich von Eilean Meadhanach

Eilean Mòr ist ungefähr 1,6 Kilometer lang und rund 1,7 km² groß. Ihr höchster Berg ist der im Süden liegende Meall a’ Chòis mit 114 Metern Höhe. Im Nordosten befindet sich eine Höhle und mitten auf der Insel liegt der See Loch nan Leac. Zerfallene Häuser sind in der Nähe von Camas na h-Annait im Nordosten zu sehen. Auf Eilean Beag steht ein Leuchtturm.
Ausgrabungen in der Höhle auf Eilean Mòr haben bewiesen, dass die Insel vor 8000 Jahren bewohnt war. Zwischen 1820 und 1920 wohnten mehrere Familien auf Eilean Mòr, die in den Zeiten der Highland Clearances aus Applecross vertrieben wurden. Da sie aber unwillig waren, nach Übersee zu gehen, durften sie sich in Absprache mit dem vertreibenden Landbesitzer auf den Inseln niederlassen. Dort versuchten sie, ihren Lebensunterhalt durch Fischerei und Landwirtschaft zu sichern. Im Laufe der Zeit zogen die Familien wieder nach Applecross zurück, so dass die Insel seit 1920 unbewohnt ist.